# França nos Jogos Olímpicos de Verão de 1932
A França participou dos Jogos Olímpicos de Verão de 1932 em Los Angeles, nos Estados Unidos.